# ベーテル財団
ベーテル財団（独: Bodelschwinghschen Foundation Bethel）は、ドイツ連邦ノルトライン＝ヴェストファーレン州ビーレフェルト近郊に位置する、てんかん、知的障害、精神疾患を持つ人々及び、高齢者、社会活動に困難を持つ若者、ホームレスの人々などが生活するキリスト教の活動、治療共同体である。

## 活動
- 高齢者支援
- リハビリテーション
- 障害者支援
- てんかん
- ホスピス
- 青少年支援
- 病院
- 脳機能障害者支援
- 精神医療
- 施設利用者の起業支援
- 教育：学校、職業教育、大学
- ホームレス支援

## 組織
- Foundation "Bethel"
- Foundation "Nazareth"
- Foundation "Sarepta"
- Hoffnungstaler Foundation Lobetal

## 施設長
- Friedrich Simon (1867-1872)
- Friedrich von Bodelschwingh Elder (1872-1910)
- Friedrich von Bodelschwingh der Jüngere (1910-1946)
- Hardt, Rudolf (1946-1959)
- Friedrich von Bodelschwingh (Friedrich von Bodelschwingh Elder の孫) (1959-1968)
- Alex Funke (1968-1979)
- John Busch (1979-1994)
- Schophaus Friedrich (1994-2008)
- Ulrich Pohl (since 2008)

## 年表
- 1867年10月14日、てんかんを持つ子供、青年のための生活施設として開所
- 1920年、学校開校、児童数120名
- 1940年、イギリス軍による空襲、12名の児童が死亡

## ギャラリー

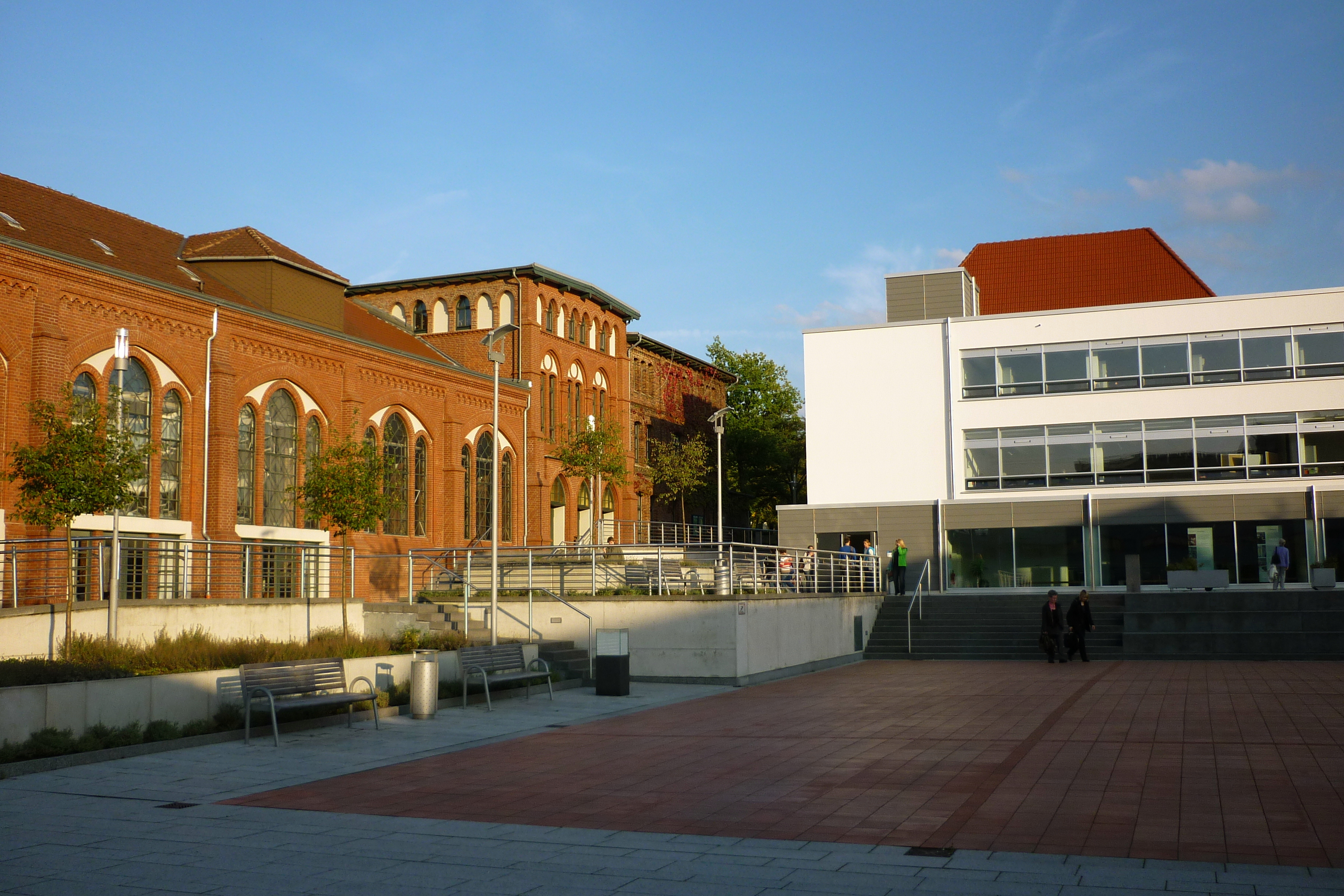
Bielefeld-Gadderbaum, Tagungshaus „Assapheum“ und Landeskirchenarchiv
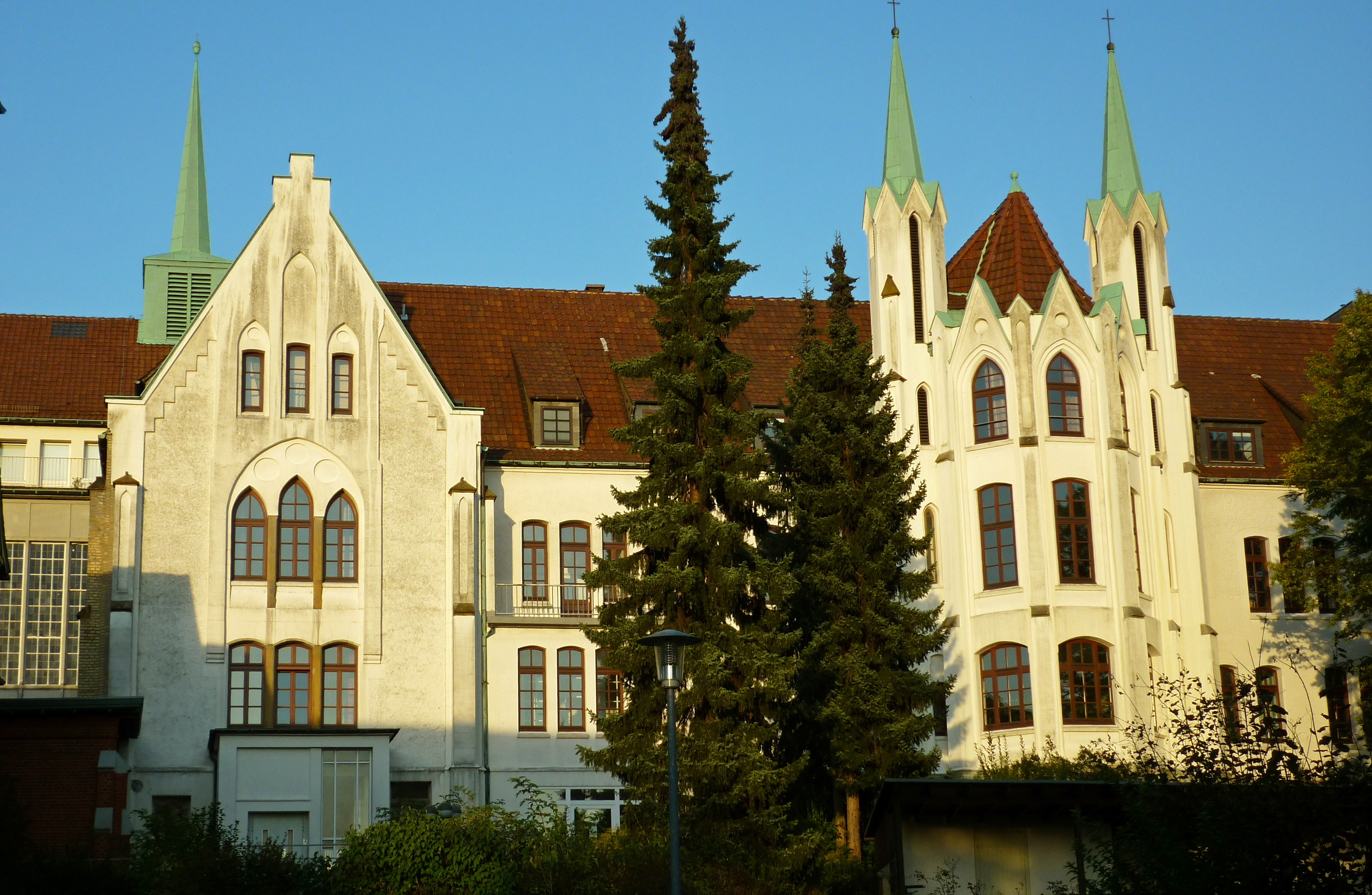
Diakonissenmutterhaus Sarepta
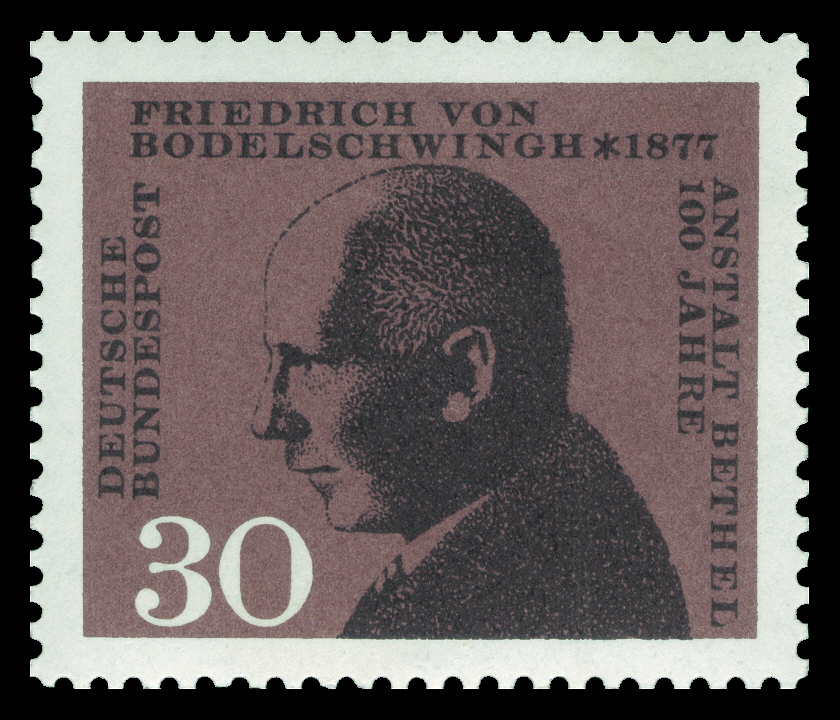
Briefmarke von 1967 zum 100 jährigen Bestehen der Krankenanstalten Bethel